# Ma Ruichen
 Ma Ruichen  (chinesisch 馬瑞辰 / 马瑞辰, W.-G. Ma Jui-ch'en; geboren 1782; gestorben 1853), zi:  Yuanbo 元伯, war ein chinesischer konfuzianischer Philologe aus der Zeit der Qing-Dynastie.

## Leben und Werk
Ma stammte aus Tongcheng in der Provinz Anhui. Nach den Jahren einer Beamtenkarriere kehrte er in seine Heimatstadt zurück und konzentrierte sich auf klassische Studien. Er lehrte an der Akademie zur Weißen-Hirsch-Grotte (白鹿洞书院) in Jiangxi, der Yishan-Akademie (峄山书院) in Shandong und der Luyang-Akademie (庐阳书院) in Anhui. Er ist Verfasser eines berühmten Kommentars zum  Buch der Lieder in Maos Version (Maoshi 毛诗), der in dem Sammelwerk Huang Qing jingjie xubian Aufnahme fand.

## Publikationen (Auswahl)
- Maoshi zhuanjian tongshi 毛诗传笺通释 (Huang Qing jingjie xubian 皇清经解续编)